# Chien de berger roumain de Mioritza
Le chien de berger roumain de Mioritza est une race de chien originaire de Roumanie, reconnue par le comité général de la FCI le 6 juillet 2005, à Buenos Aires.
Ce chien est très bon pour garder les troupeaux et est un bon animal de compagnie.